# Sigifredo Bazán Smith
Sigifredo Bazán Smith (19 de noviembre de 1886-5 de octubre de 1942) fue un político argentino de la Unión Cívica Radical Bloquista, que se desempeñó como vicegobernador de la provincia de San Juan entre 1926 y 1928 y como gobernador provisorio de la misma provincia en 1932.

## Biografía
Nació en 1886 en la ciudad de Santiago del Estero. Se radicó en la provincia de San Juan, donde fue industrial bodeguero.
En política adhirió a la Unión Cívica Radical Bloquista. Fue intendente de la ciudad de San Juan y candidato a diputado nacional en las elecciones legislativas de 1922.
En las elecciones provinciales de 1926, fue elegido vicegobernador de San Juan, acompañando en la fórmula a Aldo Cantoni. El mandato fue interrumpido por la intervención federal a la provincia en 1928. Fue más tarde detenido junto a Cantoni, por la policía provincial.
En las elecciones provinciales de 1931 fue elegido legislador provincial, siendo designado presidente de la Cámara de Diputados. Como el gobernador electo Federico Cantoni no quiso recibir el mando del interventor Ignacio Medina, Bazán Smith debió asumir como gobernador provisorio de San Juan entre febrero y mayo de 1932.
Falleció en octubre de 1942.